# 原千秋 (映画監督)

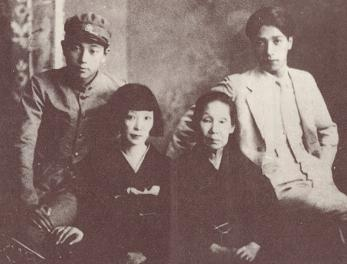
一番右が原千秋。左に祖母、母・原阿佐緒、弟・原保美。

原 千秋（はら ちあき、1907年12月25日 - 没年不詳）は、日本の映画監督、脚本家、映画プロデューサーである。サイレント映画からキャリアのある監督である。

## 人物・来歴
1907年（明治40年）12月25日、東京府（現在の東京都）に生まれる。のちに歌人になる母の原阿佐緒は、千秋の出生当時、3年前の春に上京して入学した日本女子美術学校（旧制私立、現在の東京都立忍岡高等学校）日本画科に在学中の画学生であり、同校で知り合った英語教師の小原要逸と交際していたが、父・小原は妻子のある身の上であった。1908年（明治41年）4月、父母、母とともに東京で暮らしていた祖母しげとともに、母の郷里の宮城県黒川郡宮床村（現在の同県同郡大和町大字宮床）に移転、父母は婚姻を結ばず間もなく別離する。母は1914年（大正3年）2月、洋画家の庄子勇と結婚、翌1915年（大正4年）1月28日、千秋にとって異父弟であるのちの俳優・原保美が生まれるが、母は弟の保美とともに帰郷、当時満7歳の千秋は、母と再会し、保美とともに育つ。
1919年（大正8年）、旧制中学校進学のため、仙台市内に転居、石原純と交際中に東京から戻ってきた母と暮らすことになる。
1931年（昭和6年）に帝国キネマ演芸から改組した新興キネマが東京市板橋区東大泉町（現在の東京都練馬区東大泉）に東京撮影所（現在の東映東京撮影所）を開いた1935年（昭和10年）には、同撮影所に在籍し、同年6月26日に公開された清涼卓明監督のサイレント映画『暁の路』に「監督補」としてクレジットされている。1940年（昭和15年）には同撮影所において監督に昇進、山路ふみ子を主演とした映画『玄海灘』が同年6月6日に公開されている（満33歳）。1942年（昭和17年）1月27日、戦時統合により同社が大日本映画製作（大映）に統合されてのちも、田中重雄監督に共同する形で『香港攻略 英國崩るゝの日』の演出に参加している。
第二次世界大戦終結後は、新興キネマ東京撮影所の製作部長だった今村貞雄が、同じく同撮影所で監督だった関孝二とともに設立した製作会社ラジオ映画に監督として参加、『仔熊物語・野性のめざめ』（共同監督小倉泰美）、『花嫁蚤と戯むる』を監督する。1952年（昭和27年）には、東京プロダクションとニューカレントプロダクションが提携製作した『高原の悲歌』の製作者および監督として参加、同作の脚本を大都映画出身の外山凡平と共同で執筆して、同年3月14日、東映の配給によって公開された。このころ千秋は、映画製作における資金繰りに失敗し、裕福であった原家の財産のほとんどを失ったという。母・阿佐緒は、1954年（昭和29年）、実家を離れて、千秋の弟（阿佐緒の次男）である保美夫妻の住む神奈川県足柄下郡真鶴町に身を寄せることとなり、のちに阿佐緒の葬儀（1969年）も次男の保美が喪主となった。
1957年（昭和32年）8月9日に公開されたドキュメンタリー映画『われ真珠湾上空にあり 電撃作戦11号』の構成を行った後は、15年のブランクを経て、1973年（昭和48年）、武智鉄二監督の『スキャンダル夫人』の製作者としてクレジットされた。以降の消息は知られていないが、1997年（平成9年）11月に発売された『週刊新潮』第42巻第44号の記事によれば、当時すでに「故人」であると記されている。『大系 黒澤明』第4巻の記述によれば、『原阿佐緒と画家である庄司勇』という書籍を上梓しているとあるが、国立国会図書館には所蔵されていない。
1988年1月8日死去。
千秋が育った母の生家は、現在「原阿佐緒記念館」として公開されている。

## フィルモグラフィ
特筆以外はすべて「監督」である。
- 『暁の路』 : 監督・脚色清涼卓明、原作逓信省簡易保険局、新興キネマ東京撮影所、サイレント映画、1935年6月26日公開 - 監督補[4][5]
- 『玄海灘』 : 新興キネマ東京撮影所、1940年6月6日公開 - 初監督作（以下すべてトーキー）
- 『花嫁峠』 : 新興キネマ東京撮影所、1941年2月13日公開 - 監督・潤色
- 『愛の花束』 : 新興キネマ東京撮影所、1941年7月24日公開 - 監督・脚本
- 『香港攻略 英國崩るゝの日』 : 監督田中重雄、製作大映東京第一撮影所、配給、1942年11月19日公開 - 共同監督[6][11]
- 『仔熊物語・野性のめざめ』 : 共同監督小倉泰美、製作ラジオ映画、配給大映、1950年7月29日公開、1951年3月10日再公開
- 『花嫁蚤と戯むる』 : 製作ラジオ映画、東京映画配給、1951年9月21日公開
- 『高原の悲歌』 : 製作東京プロダクション/ニューカレントプロダクション、配給東映、1952年3月14日公開 - 監督・脚本・製作
- 『猛牛と闘う空手』 : 主演大山倍達、短篇ドキュメンタリー映画、大洋プロダクション、1954年1月製作 - 監督[12]
- 『われ真珠湾上空にあり 電撃作戦11号』 : 監修安藤日出男、製作大和映画、配給優秀映画、長篇ドキュメンタリー映画、1957年8月9日公開 - 構成
- 『人工衛星 宇宙への道ひらく』 ：製作国映、科学映画、1957年製作 - 監督[13]
- 『スキャンダル夫人』 : 監督武智鉄二、製作第三プロダクション、配給ニュー・シネマ・コーポレーション、1973年2月28日公開 - 製作